# Tainia maingayi
Tainia maingayi är en orkidéart som beskrevs av Joseph Dalton Hooker. Tainia maingayi ingår i släktet Tainia och familjen orkidéer. Inga underarter finns listade i Catalogue of Life.